# American Memorial Park
American Memorial Park är en park i Nordmarianerna (USA). Den ligger i kommunen Saipan Municipality, i den södra delen av Nordmarianerna. Den ligger på ön Nordmarianerna.
Närmaste större samhälle är Saipan, 3,7 km öster om American Memorial Park. Omgivningarna runt American Memorial Park är en mosaik av jordbruksmark och naturlig växtlighet.